# Prova bioquímica

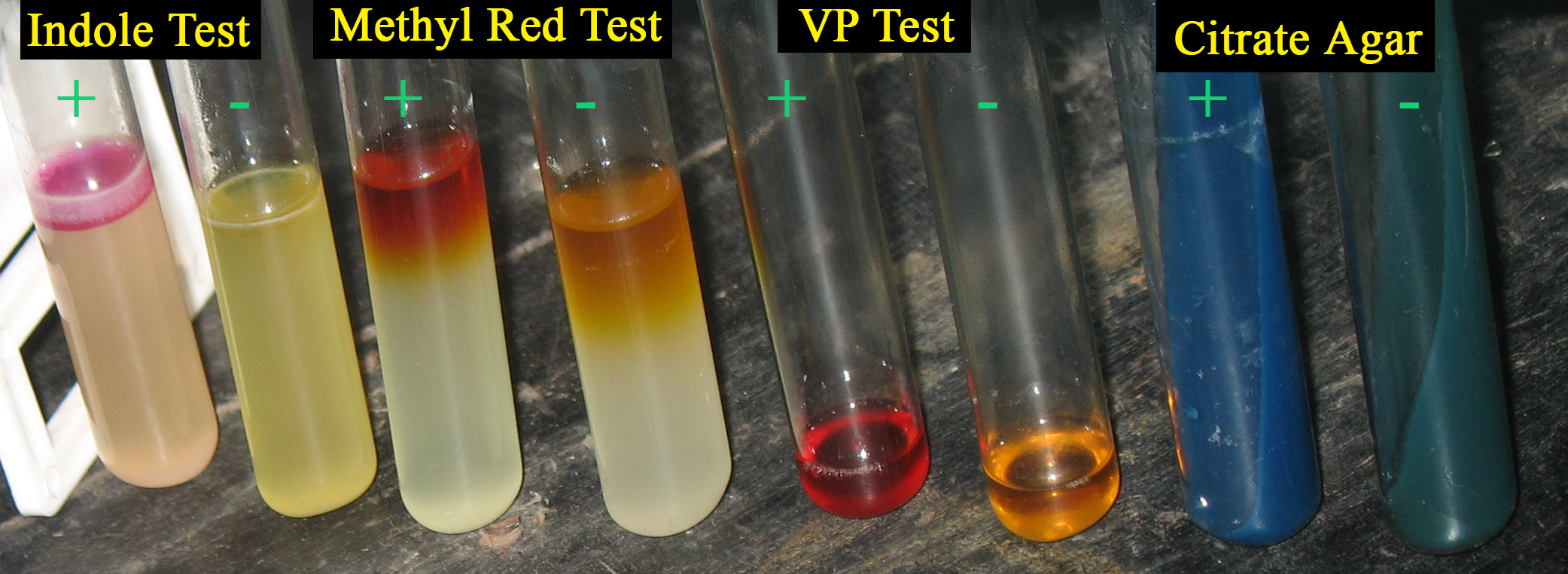
Resultats d'una prova IMViC

Una prova bioquímica és aquella prova basada en l'estudi comparat de les molècules dels organismes d'espècies diferents. Com més similars són les característiques morfològiques entre dos individus, més semblants són les molècules que els constitueixen. Aquesta relació no tindria caràcter general si cada espècie s'hagués creat independentment. De totes maneres, si una espècie procedeix d'una altra per transformació, això explica que les seves molècules s'assemblin més espècies més pròximes.

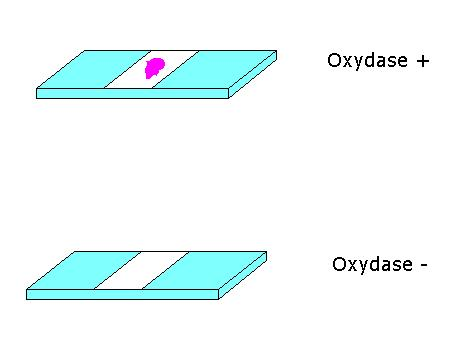
prova d'Oxidasa

En comparar molècules de diferents organismes, sobretot d'àcids nucleics (ADN i ARN), s'han detectat diferents graus de parentiu i, a conseqüència d'això, ha estat possible establir relacions de procedència entre diverses espècies. A més, cal afegir que la presència de determinades substàncies (ADN,ATP NADH+, etc.) en tots els organismes es proposa com una prova de l'origen comú de tots els éssers vius.

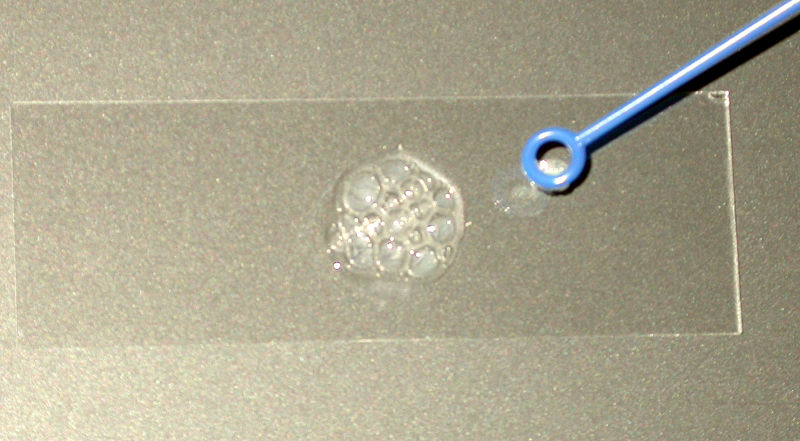
Reacció de la catalasa

Entre les primeres proves bioquímiques que es van utilitzar per detectar el parentiu entre les espècies, hi ha les proves serològiques, que consisteixen a fer un estudi comparat de les reaccions d'aglutinació de la sang en els diferents organismes. Per fer-ho, s'introdueix sang d'un individu d'una espècie en un altre d'una espècie diferent, a fi que aquest últim fabriqui anticossos específics contra les molècules (antígens) de la sang rebuda.
Després, si aquesta sang carregada d'anticossos es posa en contacte amb sang de l'espècie donant, hi ha un grau d'aglutinació; si es posa en contacte amb una espècie semblant a la del donant, el grau d'aglutinació és més elevat; i si es posa en contacte amb la sang d'una espècie diferent, el grau d'aglutinació és molt baix. Aquests resultats es consideren una prova de l'evolució de les espècies.